# 高嘴
高嘴位于重庆市渝北区北部的大湾镇，比邻统景镇。民国初年，仅有一小店，因近旁有一高大巨石，形如人嘴，故名；后成集市。产稻、玉米、小麦、甘薯等。有永高公路，且毗邻210国道。内有高嘴学校，包括幼儿园、小学、初中。

## 历史沿革
1941年建高嘴乡，1958年改公社，1983年复置乡。1997年，面积35平方千米，人口1.4万，辖金凤、印信、杉木、前进、高兴、雨台、高坎、太和、黄阳、双河、建兴、空塘、红竹、牛草沟14个行政村。2000年撤乡设镇。2006年辖红竹街社区，建兴、空塘、杉木、金凤、黄阳、太和、高兴7个行政村。2007年底区划调整后，大塆镇管辖原大塆镇、原高嘴镇和原茨竹镇石院村、点灯村、两岔湖村、龙洞岩村所属行政区域。

## 近况
2018年6月，高嘴污水处理厂改建工程项目正式立项。项目估算总投资650万元，建成后规模为日处理量500m3，采用A/O2工艺，生活污水经过处理达到《城镇污水处理厂污染物排放标准》（GB18918-2002）一级B标准排放。2019年1月编制完成设计方案及概算，拟采用AO一体化设备污水处理工艺，改建后规模为200m3/d。2019年4月已完成招标和开标工作，计划于2019年7月初进场施工，2019年12月底建成并进行污水调试运行。
2019年3月，高嘴学校运动场改造工程项目正式立项。项目估算总投资380万元，改造塑胶运动场约3000平方米，边坡治理约600立方米，计划于2019年7月开工，工期6个月。